# 甘諾皮利 (切爾尼亞希夫區)
50°34′29″N 28°52′15″E / 50.57472°N 28.87083°E
甘諾皮利（烏克蘭語：Ганнопіль）是烏克蘭北部的村莊，隸屬日托米爾州的日托米爾區。該村始建於1612年，面積1.08平方公里，海拔高度207米，2001年人口260。